# 誰が勇者を育てたか
『誰が勇者を育てたか -Spin of Fate-』（だれがゆうしゃをそだてたか、英題：Who Trained the Hero? -Spin of Fate-）は、日本のインディーゲーム・パブリッシャー0UP GAMESが配信を予定しているスロット・デッキ構築・育成が融合したスロット構築型勇者育成ゲームである。
プレイヤーは勇者を育成するファルム学院に入学した勇者候補生アレスとして、3年間の修行を経て魔王討伐へと向かう。学院での修業やモンスターとの戦闘は全てスロットマシンのシステムを採用しており、出目によって状況が一変するスリリングなゲームプレイが特徴となっている。
スロットを回すたびにランダムで手に入るスキルチップ（絵柄）をプレイヤーが自らリールに追加していくというデッキ構築のようなシステムがローグライクなリプレイ性を提供している。

## システム
始まりはファルム学院での修行生活。力・知力・体力・信仰力などを鍛錬できる修練場所を選び修業をスタートさせる。修練の場所はプレイヤーの任意で適宜変更可能であり、選んだ場所によって成果として得られるパラメーターに変化が生じる。一定期間の修行を経て、学院外でのモンスターとの戦闘を行う。これを3年間繰り返し、勇者として成長した後に仲間と共に魔王討伐の旅に出る。
ゲーム画面上のスロットマシンには5つのリールがあり（初期状態では3つ開放）、縦3×横5の15枠（初期状態は縦3×横3の9枠）にスキルチップが表示される。ゲーム開始時点ではこの9枠のうち5枠のみにスキルチップが表示されており他の部分は空白になっている。
スロットを回した後にランダムに選ばれた3つのスキルチップが提示され、この中から1つを選んでリールに追加し再びスロットを回す。この流れを繰り返し、自分だけのオリジナルスロット構築しながら修練を積んでいく。モンスターとの戦闘でも同じスロットを使用し、出目によって攻撃力や防御力を強化、体力の回復等を行う。無事戦闘に勝利するとゲームが継続する。
スロットを回して表示されたスキルチップの種類に応じて能力を強化できるが、スキルチップごとに設定されている固有の特殊効果を活用するとより多く強化が可能になる。例えば、「訓練兵」のスキルチップは「カカシ」を空白に一つ配置し、「カカシ」は出目として現れると勇者の力を2上昇させる。ボーナス効果は複数重複することでより大きな効果を発揮する。
修行で効果を発揮するスキルチップと戦闘で効果を発揮するスキルチップは異なっており、どちらのスキルチップをより多く配置してスロットをカスタマイズしていくかによってゲーム体験が大きく変わる。開発者はこれを「スロット構築型勇者育成ゲーム」と呼んで結構気に入っている。